# Fascination Street
«Fascination Street» (с англ. — «Улица Очарования») — песня группы The Cure с альбома Disintegration, вышла первым синглом с альбома эксклюзивно в Америке лейблом Elektra Records вместо песни «Lullaby», в итоге вышедшей вторым синглом. Одна из немногих динамичных песен на Disintegration, являющаяся одним из самых исполняемых номеров группы на концертах, песня известна также своим продолжительным басовым вступлением. На 7-дюймовой версии сингла это вступление было урезано, а на 12-дюймовом ремиксе, впоследствии включённом в сборник Mixed Up, было удлинено, в результате чего Роберт Смит начинает петь только с пятой минуты.
Песня стала первым для группы хитом в хит-параде Modern Rock Tracks журнала Billboard, проведя на первом месте семь недель. Клип на песню был снят Тимом Поупом, причем в двух разных версиях монтажа.

## Список композиций
В качестве би-сайдов были использованы треки с британского издания сингла «Lullaby».

### 7": Elektra / 7 69300 (US)
1. «Fascination Street» [Remix] (4:17)
2. «Babble» (4:16)

### 12": Elektra / 96 67040 (CDN)
1. «Fascination Street» [Extended Remix] (8:48)
2. «Babble» (4:16)
3. «Out of Mind» (3:51)

### 12": Elektra / 0-66704 (US)
1. «Fascination Street» [Extended Remix] (8:48)
2. «Babble» (4:16)
3. «Out of Mind» (3:51)

### CD: Elektra / 66702-2 (US)
1. «Fascination Street» [Remix] (4:17)
2. «Babble» (4:16)
3. «Out of Mind» (3:51)
4. «Fascination Street» [Extended Remix] (8:48)